# CharityWatch
CharityWatch nennt sich die als American Institute of Philanthropy 1992 von Daniel Borochoff in Chicago, USA gegründete Non-Profit-Organisation. Nach eigener Auskunft ist es ihr Ziel Informationen über die finanzielle Effizienz, Rechenschaftspflicht, Führung und das Fundraising von Wohltätigkeitsorganisationen zu liefern. Sie betreibt eine eigene Internetpräsenz.
Bis 2012 betrieb der deutsche Wirtschaftsjournalist Stefan Loipfinger unter charitywatch.de eine Webseite mit ähnlicher Zielsetzung. Am 27. Februar 2012 stellte CharityWatch.de seine Arbeit ein, die Website ist jedoch mit fast allen Beiträgen im Internet Archive gespeichert erreichbar.